# Кеджену
Кеджену (также известно как Кеджену-Пуле и Кеджену-де-Пуле) — пряное рагу, приготовляемое на медленном огне в запечатанном канари (терракотовом горшке) над костром или углями из курицы или цесарки и овощей. Это традиционное и популярное блюдо в кухне Кот-д'Ивуара.
Методы приготовления этого рагу могут различаться. Иногда для его приготовления используют мало дополнительной жидкости или не используют её вообще, давая возможность мясу готовиться в собственном соку, что смягчает мясо и приводит к концентрации вкусов ингредиентов блюда. Иногда блюдо готовится в запечатанной обёртке из бананового листа, который находится под раскалёнными углями. В Кот-д’Ивуаре блюдо традиционно подаётся с аттиэке, гарниром, приготовленным из тёртого маниока.